# Markten van Trajanus

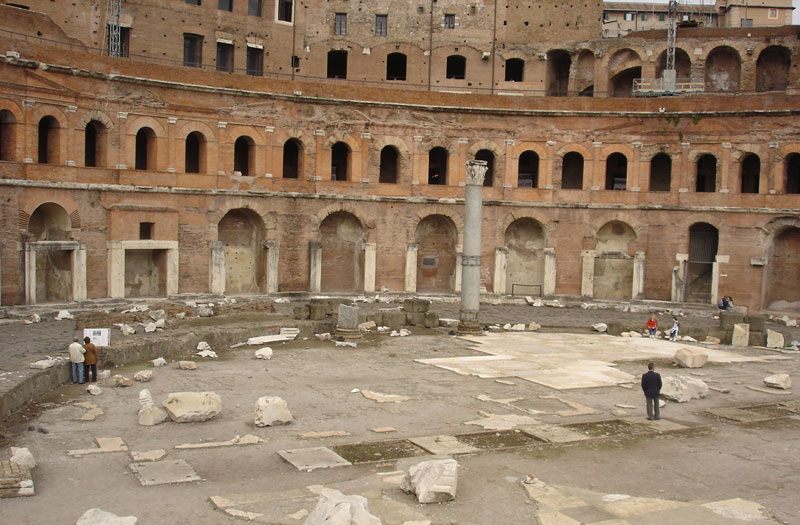
Winkels op de begane grond, aangelegd in een halve cirkel om een exedra van het Forum van Trajanus

De Markten van Trajanus (Ital. Mercati Traianei) waren een complex van winkels en kantoren in het oude Rome. Ze werden aangelegd in de tijd van keizer Trajanus naast het Forum van Trajanus tegen de helling van de Quirinaal.

## Bouw van de Markten
Het complex dat tegenwoordig de 'Markten van Trajanus' wordt genoemd, werd in de jaren 100-112 naast het Forum van Trajanus aangelegd in vijf niveaus tegen de zuidelijke helling van de Quirinaal. De architect was waarschijnlijk Apollodorus van Damascus, die ook het Forum van Trajanus ontwierp. Het geheel werd gebouwd uit met baksteen bekleed beton. Het lag dicht naast het Forum, maar het forum was omgeven door een hoge brandmuur (waar nu alleen nog een lage rand van over is), waar een weg langs liep. Mogelijkerwijze diende de markt ook het praktische doel om te voorkomen dat de steile helling die was ontstaan door afgravingen ten behoeve van het Forum, zou instorten.

## Indeling van het complex
Het complex bestond uit ruim 150 winkel- en kantoorruimtes op een begane grond en vier verdiepingen. Er waren ingangen op de begane grond, op de tweede verdieping via een straatje dat in de Middeleeuwen bekendstond als de Via Biberatica, en bovenin was het complex toegankelijk vanaf de Quirinaal via een grote gewelfde hal. De ingang van deze hal, die waarschijnlijk ook in de oudheid de hoofdingang was, ligt aan de huidige Via IV Novembre. Aan het eind van deze hal loopt een trap naar beneden naar de Via Biberatica.
Op de begane grond liggen tien tabernae (winkeleenheden) in een halve cirkel die de omtrek volgt van de noordelijke exedra van het Forum van Trajanus. Ze hebben een fraai bewerkte façade met boven de ingangen een rand van ramen met halfronde bovenkant en pilasters ertussen. Daarboven zijn driehoekige frontons en halffrontons aangebracht. Op de begane grond werden tuinbouwproducten verkocht. Op de eerste etage waren olie- en wijnhandelaren gevestigd. Door de tweede verdieping loopt de Via Biberatica, een straatje met travertijnen trottoirs aan weerskanten. Het scheidt het symmetrisch aangelegde benedengedeelte van het complex van het asymmetrische bovengedeelte. De naam Via Biberatica is middeleeuws en wordt uitgelegd als ‘Drankstraat’ (naar het Latijnse bibere = drinken). Mogelijk is het een verbastering van Via Piperatica ‘Peperstraat’ (naar het Latijnse piper = peper), omdat er luxe specerijen uit het Verre Oosten werden verkocht. Op de derde verdieping lag de grote gewelfde hal, een rechthoekige ruimte van 28 x 9,80 m. met zes kruisgewelven. Hierin waren tabernae op twee niveaus, in totaal 24 eenheden. Ook deze waren gewijd aan de specerijenhandel. In de bovenste verdieping, ten slotte, waren waarschijnlijk kantoren gevestigd van ambtenaren die zich bezighielden met de voedseluitdeling.

## De markten na de Romeinse tijd
Het complex maakte in de 13de eeuw onderdeel uit van een complex van fortificaties van de families Colonna en Caetani. Hiervan maakte ook de Torre dei Milizie (‘Toren van de Milities’ gebouwd rond 1200) deel uit, een hoge vierkante toren die nog altijd uitsteekt achter de Markten van Trajanus. In de zestiende eeuw werd het klooster van Santa Caterina da Siena in en op de resten van de Markten aangelegd. In de jaren 1926-1934 werd het klooster gesloopt en werden de antieke resten van de Markten blootgelegd.
Het goed bewaarde complex is tegenwoordig zo veel mogelijk in zijn oorspronkelijke staat hersteld en uitvoerig gerestaureerd. Sinds 18 oktober 2007 is er het Museo dei Fori Imperiali (Museum van de Keizerfora) te bezoeken met beeldhouwwerken, architectonische resten en reconstructies van de keizerfora. Vooralsnog zijn alleen de bovenste verdiepingen in gebruik, maar na verdere restauraties zal ieder van de vijf verdiepingen aan een van de keizerfora (Forum van Caesar, Forum van Augustus, Forum van Nerva, Tempel van de Vrede en Forum van Trajanus) gewijd worden.